# Tore Blom
Tore Blom (eigentlich Teodor Blom; * 23. April 1880 in Fuxerna, Lilla Edet; † 24. September 1961 in Stockholm) war ein schwedischer Leichtathlet.
Bei den Olympischen Spielen 1900 in Paris wurde er mit 1,50 m Achter im Hochsprung und mit seiner persönlichen Bestleistung von 5,77 m Elfter im Weitsprung.
Im selben Jahr wurde er bei der schwedischen Meisterschaft Zweiter im Hochsprung und Dritter im Weitsprung. Sein persönlicher Rekord im Hochsprung wird mit 1,70 m im Jahr 1900 angegeben.